# Cornellà de Llobregat
Cornellà de Llobregat este o localitate în Spania în comunitatea Catalonia în provincia Barcelona. În 2006 avea o populație de 84.289 locuitori cu o suprafață de 7 km2.

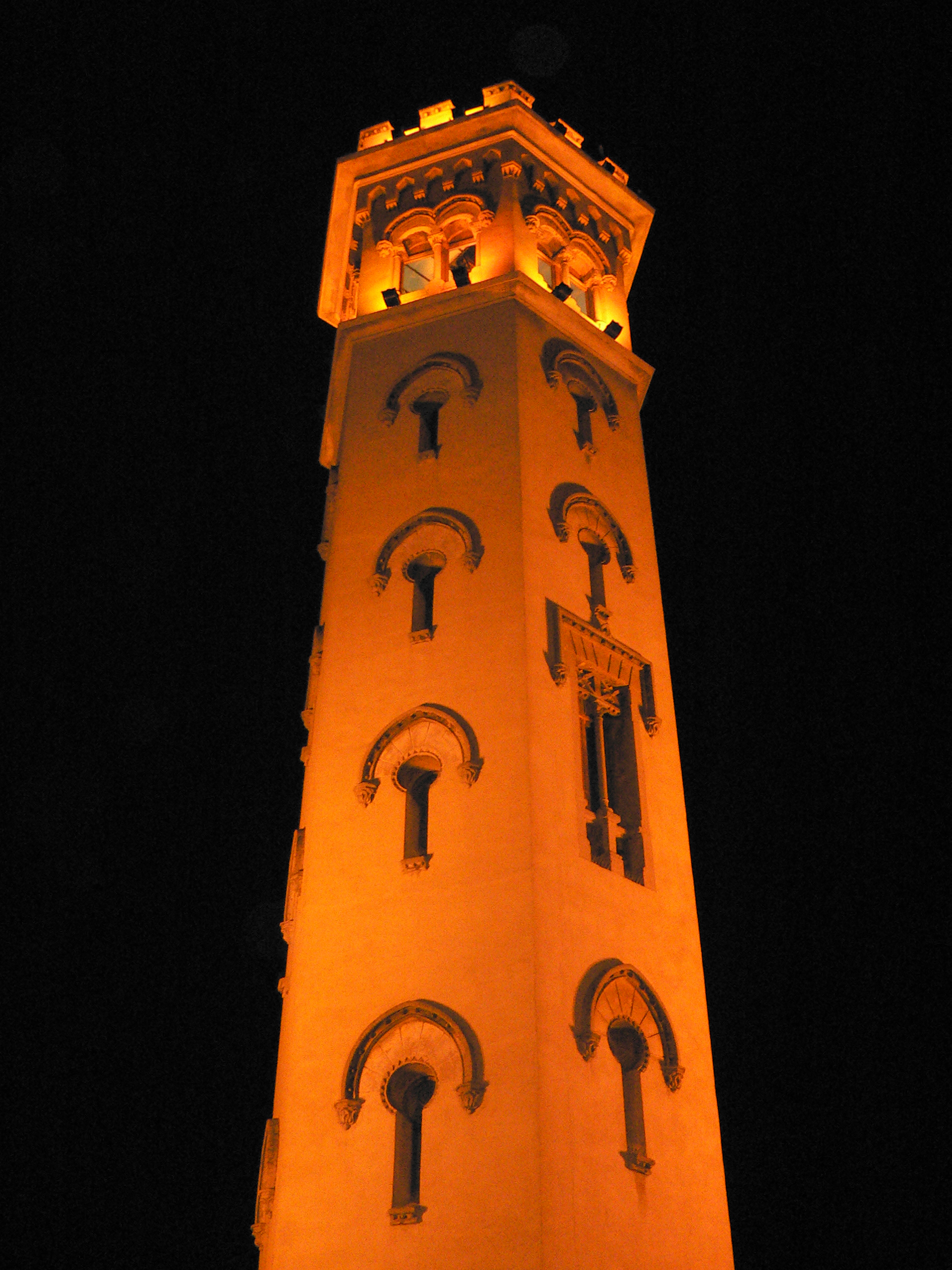
Torre dela Miranda

1. ↑  Nomenclátor Geográfico de Municipios y Entidades de Población (20240402 edition)
2. ↑   https://www.idescat.cat/emex/?id=080734#h3, accesat în 31 decembrie 2017 Lipsește sau este vid: |title= (ajutor)
3. ↑   http://www.idescat.cat/pub/?id=aec&n=925&t=2016 Lipsește sau este vid: |title= (ajutor)